# Cryptocephalus cordiger
Cryptocephalus cordiger је врста тврдокрилца из породице буба листара (Chrysomelidae).
Инсект је дуг 5,5–6,5 mm, доминантна боја је црвена са црним пегама. То је доста честа комбинација код инсеката, па чак и у самој породици Chrysomelidae, али је распознавање ове врсте једноставно. Облик пронотума указује да је реч о роду Cryptocephalus, а беле шаре на пронотуму су јединствене.
Одрасли су активни од априла до јуна.
Налази из Србије су малобројни. Присутан је у безмало целој Европи.